# Dragan Zorić
Dragan Zorić –en serbio, Драган Зорић– (Bačka Palanka, 20 de mayo de 1979) es un deportista serbio que compitió en piragüismo en la modalidad de aguas tranquilas. Ganó cinco medallas en el Campeonato Mundial de Piragüismo entre los años 2005 y 2007, y cuatro medallas en el Campeonato Europeo de Piragüismo entre los años 2005 y 2008.

## Palmarés internacional
| Representando a Serbia y Montenegro |                      |                   |             |
| Campeonato Mundial                  |                      |                   |             |
| Año                                 | Lugar                | Medalla           | Competición |
| 2005                                | Zagreb (Croacia)     | Medalla de oro    | K2 200 m    |
| Campeonato Europeo                  |                      |                   |             |
| Año                                 | Lugar                | Medalla           | Competición |
| 2005                                | Poznań (Polonia)     | Medalla de bronce | K2 200 m    |
| Representando a Serbia              |                      |                   |             |
| Campeonato Mundial                  |                      |                   |             |
| Año                                 | Lugar                | Medalla           | Competición |
| 2006                                | Szeged (Hungría)     | Medalla de oro    | K4 200 m    |
| 2006                                | Szeged (Hungría)     | Medalla de bronce | K2 200 m    |
| 2007                                | Duisburgo (Alemania) | Medalla de plata  | K4 200 m    |
| 2007                                | Duisburgo (Alemania) | Medalla de bronce | K2 200 m    |
| Campeonato Europeo                  |                      |                   |             |
| Año                                 | Lugar                | Medalla           | Competición |
| 2007                                | Pontevedra (España)  | Medalla de oro    | K4 200 m    |
| 2007                                | Pontevedra (España)  | Medalla de bronce | K2 200 m    |
| 2008                                | Milán (Italia)       | Medalla de plata  | K4 200 m    |